# وربوه
وربوه (به آلمانی: Vrbau) یک شهرک در اسلواکی با جمعیت ۶٬۳۰۹ نفر است که در Piešťany District واقع شده‌است.